# Tank Abbott
David Lee "Tank" Abbott (26 de abril de 1965) es un artista marcial mixto estadounidense. Entre 1999 y 2001, Abbott fue un luchador profesional que trabajó en la World Championship Wrestling.

## Apodo
Abbott afirma que el apodo de Tank ('tanque') se lo otorgaron los oficiales del UFC en honor al personaje de Tank Murdock en la película de Clint Eastwood Every Which Way but Loose de 1978.

## Campeonatos y logros
- Ultimate Fighting Championship

- Subcampeón del torneo UFC 6
- Subcampeón del torneo Ultimate Ultimate 1996
- Semifinalista del torneo Ultimate Ultimate 1995
- Semifinalista del torneo UFC 11
- Peleador que más torneos ha competido en la historia de UFC (cinco)

## Récord en artes marciales mixtas
| Récord profesional | Récord profesional | Récord profesional |
| 25 peleas          | 10 victorias       | 15 derrotas        |
| ------------------ | ------------------ | ------------------ |
| Nocaut             | 7                  | 8                  |
| Sumisión           | 2                  | 5                  |
| Decisión           | 1                  | 2                  |

| Resultado | Récord | Oponente         | Método                        | Evento                                          | Fecha                    | Ronda | Tiempo | Localización                | Notas                                    |
| --------- | ------ | ---------------- | ----------------------------- | ----------------------------------------------- | ------------------------ | ----- | ------ | --------------------------- | ---------------------------------------- |
| Derrota   | 10–15  | Ruben Villareal  | TKO (golpes)                  | King of the Cage: Fighting Legends              | 13 de abril de 2013      | 2     | 2:06   | Oroville, California        |                                          |
| Victoria  | 10–14  | Mike Bourke      | KO (golpe)                    | War Gods/Ken Shamrock: Valentine's Eve Massacre | 13 de febrero de 2009    | 1     | 0:29   | Fresno, California          |                                          |
| Derrota   | 9–14   | Kimbo Slice      | KO (golpes)                   | EliteXC: Street Certified                       | 16 de febrero de 2008    | 1     | 0:43   | Miami, Florida              |                                          |
| Derrota   | 9–13   | Gary Turner      | TKO (golpes)                  | Cage Rage 21                                    | 21 de abril de 2007      | 1     | 2:27   | Londres                     |                                          |
| Derrota   | 9–12   | Paul Buentello   | KO (golpe)                    | Strikeforce: Tank vs. Buentello                 | 7 de octubre de 2006     | 1     | 0:43   | Fresno, California          |                                          |
| Derrota   | 9–11   | Hidehiko Yoshida | Sumisión (single wing choke)  | PRIDE Final Conflict 2005                       | 28 de agosto de 2005     | 1     | 7:40   | Saitama                     |                                          |
| Victoria  | 9–10   | Wesley Correira  | KO (golpe)                    | Rumble on the Rock 7                            | 5 de mayo de 2005        | 1     | 1:23   | Honolulu, Hawaii            |                                          |
| Derrota   | 8–10   | Wesley Correira  | TKO (corte)                   | UFC 45                                          | 22 de noviembre de 2003  | 1     | 2:14   | Uncasville, Connecticut     |                                          |
| Derrota   | 8–9    | Kimo Leopoldo    | Sumisión (arm-triangle choke) | UFC 43                                          | 6 de junio de 2003       | 1     | 1:59   | Las Vegas, Nevada           |                                          |
| Derrota   | 8–8    | Frank Mir        | Sumisión (toe hold)           | UFC 41                                          | 28 de febrero de 2003    | 1     | 0:46   | Atlantic City, Nueva Jersey |                                          |
| Derrota   | 8–7    | Pedro Rizzo      | KO (golpe)                    | UFC Brazil                                      | 16 de octubre de 1998    | 1     | 8:07   | São Paulo                   |                                          |
| Victoria  | 8–6    | Hugo Duarte      | TKO (golpes)                  | UFC 17                                          | 15 de mayo de 1998       | 1     | 0:43   | Mobile, Alabama             |                                          |
| Victoria  | 7–6    | Yoji Anjo        | Decisión (unánime)            | UFC Japan                                       | 21 de diciembre de 1997  | 1     | 15:00  | Yokohama                    |                                          |
| Derrota   | 6–6    | Maurice Smith    | Sumisión (agotamiento)        | UFC 15                                          | 17 de octubre de 1997    | 1     | 8:08   | Bay St. Louis, Mississippi  | Por el Campeonato de Peso Pesado de UFC. |
| Derrota   | 6–5    | Vitor Belfort    | TKO (golpes)                  | UFC 13                                          | 30 de mayo de 1997       | 1     | 0:52   | Augusta, Georgia            |                                          |
| Derrota   | 6–4    | Don Frye         | Sumisión (rear-naked choke)   | UU 96                                           | 7 de diciembre de 1996   | 1     | 1:22   | Birmingham, Alabama         |                                          |
| Victoria  | 6–3    | Steve Nelmark    | KO (golpe)                    | UU 96                                           | 7 de diciembre de 1996   | 1     | 1:03   | Birmingham, Alabama         |                                          |
| Victoria  | 5–3    | Cal Worsham      | Sumisión (golpes)             | UU 96                                           | 7 de diciembre de 1996   | 1     | 2:51   | Birmingham, Alabama         |                                          |
| Derrota   | 4–3    | Scott Ferrozzo   | Decisión (unánime)            | UFC 11                                          | 20 de septiembre de 1996 | 1     | 15:00  | Augusta, Georgia            |                                          |
| Victoria  | 4–2    | Sam Adkins       | Sumisión (forearm choke)      | UFC 11                                          | 20 de septiembre de 1996 | 1     | 2:06   | Augusta, Georgia            |                                          |
| Derrota   | 3–2    | Dan Severn       | Decisión (unánime)            | UU 95                                           | 16 de diciembre de 1995  | 1     | 18:00  | Denver, Colorado            |                                          |
| Victoria  | 3–1    | Steve Jennum     | Sumisión (neck crank)         | UU 95                                           | 16 de diciembre de 1995  | 1     | 1:14   | Denver, Colorado            |                                          |
| Derrota   | 2–1    | Oleg Taktarov    | Sumisión (rear-naked choke)   | UFC 6                                           | 14 de julio de 1995      | 1     | 17:47  | Casper, Wyoming             |                                          |
| Victoria  | 2–0    | Paul Varelans    | TKO (golpes)                  | UFC 6                                           | 14 de julio de 1995      | 1     | 1:53   | Casper, Wyoming             |                                          |
| Victoria  | 1–0    | John Matua       | KO (golpes)                   | UFC 6                                           | 14 de julio de 1995      | 1     | 0:18   | Casper, Wyoming             |                                          |